# Giordano Caselli
Giordano Caselli (Ferrara, 27 novembre 1928 – Lendinara, giugno 2017) è stato un calciatore italiano, di ruolo difensore.

## Biografia
Era figlio di Enzo, per molti anni  portiere della SPAL.

## Carriera
Esordisce nella Bondenese, con cui gioca per due stagioni in Serie C; lascia la squadra al termine della retrocessione della stagione 1949-1950, passando alla Reggiana, con la cui maglia nella stagione 1950-1951 esordisce in Serie B all'età di 22 anni; nel corso del campionato gioca in totale 23 partite nella serie cadetta. Viene riconfermato in squadra anche per la stagione 1951-1952, durante la quale scende in campo in 25 occasioni, per un totale di 48 presenze senza reti in Serie B. A fine anno la squadra retrocede nel successivo campionato di Serie C, e non riconferma Caselli, che per la stagione 1952-1953 torna alla Bondenese, con cui in seguito milita anche nella stagione 1955-1956 in IV Serie.